# Michelle Leslie
Michelle Leslie (Adelaida, 13 de abril de 1981), conocida también como Michelle Lee, es una modelo australiana, conocida por sus trabajos en Antz Pantz y Crystelle lingerie, y por haber sido arrestada en 2005 por posesión de drogas en Bali. Su juicio se inició el 28 de octubre de 2005.

## Carrera
Leslie nació en Adelaida, Australia, hija de Violeta y Albert Leslie. Fue educada en el Sacred Heart College de Adelaida. Su primera aparición en la televisión fue para el programa Search for a Supermodel durante el año 2000, y fue la primera finalista del concurso Miss Mundo Australia, llevado a cabo en Darwin en el año 2000.  Gracias a su fisonomía asiática, Leslie tuvo siempre aceptación en este mercado y vivía a tiempo completo en Singapur, trabajando como modelo, en el momento de su arresto en Indonesia.

## Arresto
El 21 de agosto de 2005 encontraron dos píldoras en un bolso perteneciente a Leslie, quien realizaba una visita a la Isla de Bali en Indonesia. La policía indonesia realizó análisis de las sustancias, que resultaron ser éxtasis. Leslie había asistido a una fiesta en la playa Kuta donde, según informó la policía, admitió que había recibido las píldoras de un amigo. Debido a esto, se enfrenta cargos por un máximo de 15 años de cárcel.

## Sentencia
El 18 de noviembre de 2005 concluyó el juicio en el Tribunal de Distrito de Denpasar con la declaración de culpabilidad del uso de una sustancia prohibida. Fue sentenciada a tres meses de cárcel pero, debido a los tres meses que pasó bajo custodia, fue liberada de la prisión de Kerobokan alrededor el 19 de noviembre. Funcionarios de inmigración indonesios anunciaron que sería deportada del país debido a su culpabilidad.